# آبشار بویانا
آبشار بویانا (به لاتین: Boyana Waterfall) یک آبشار در بلغارستان است که در صوفیه واقع شده‌است.